# Elysee (Automarke)
Elysee ist eine britische Automarke.

## Markengeschichte
Liam Wilkinson gründete 1991 oder 1993 das Unternehmen Gemini Cars in Hucknall in der Grafschaft Nottinghamshire. Er begann mit der Produktion von Automobilen und Kits. Der Markenname lautet Elysee. JB Sportscars aus Shepperton in Surrey unter Leitung von John Keywood setzte die Produktion von 1999 bis 2001 fort. Nach einer längeren Pause übernahm Caburn Engineering aus Haywards Heath in West Sussex 2010 das Projekt. Insgesamt entstanden bisher etwa 20 Exemplare.

## Fahrzeuge
Das einzige Modell ist der Sprint. Dies ist die Nachbildung des Lotus Elan, allerdings mit feststehenden Scheinwerfern. Zunächst basierte das Fahrzeug technisch auf dem Vauxhall Chevette und ab 1999 auf dem Ford Sierra. Ein Leiterrahmen bildete die Grundlage. Motoren kamen außer von Vauxhall Motors und Ford auch von Fiat. Caburn entwickelte ein neues Fahrgestell.